# Senhoras de Santana

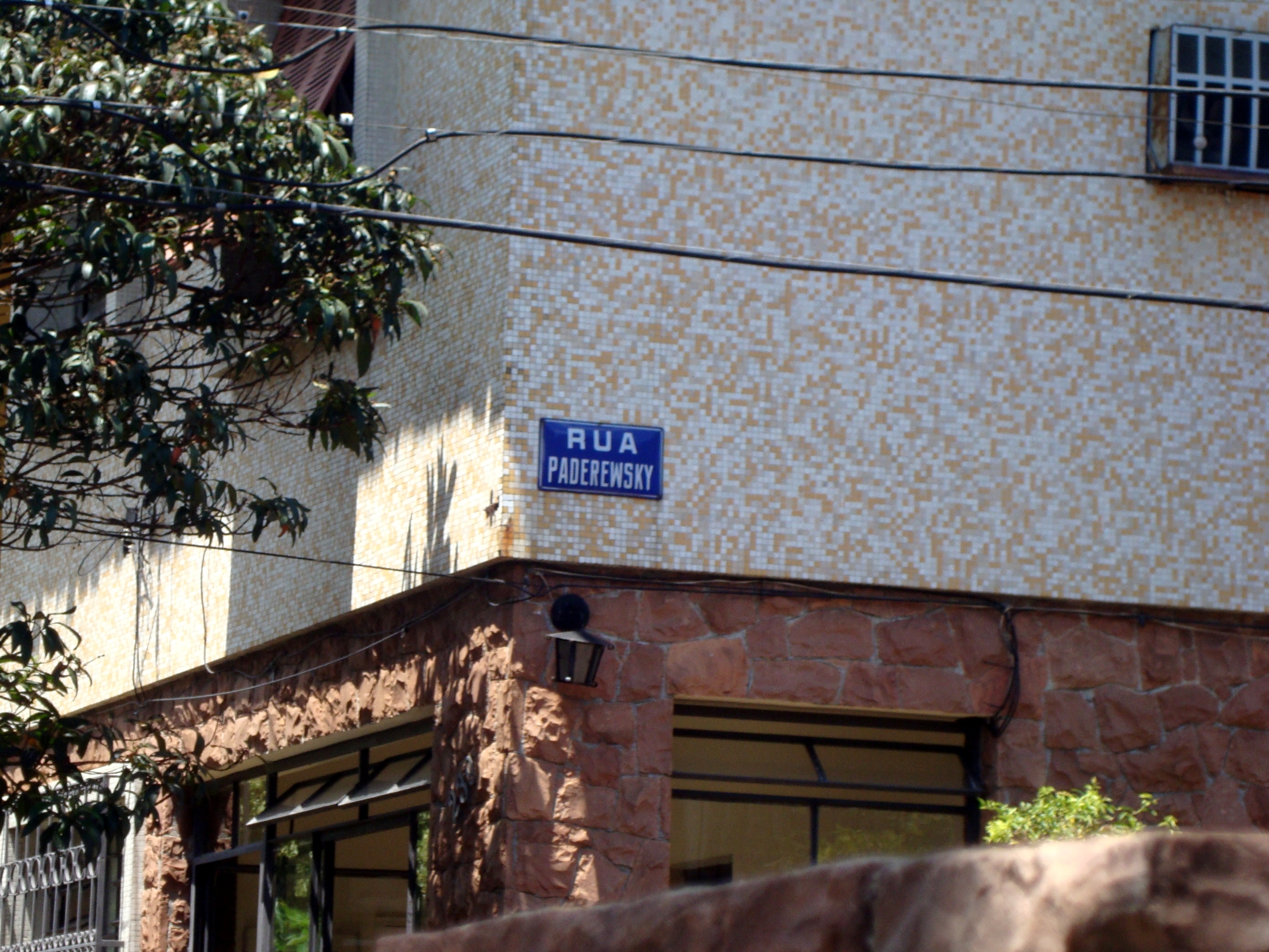
Placa da Rua Paderewsky em um dos casarões da via

As Senhoras de Santana foram um grupo brasileiro formado no começo da década de 1980 que protestava contra a sexualidade e sua discussão na televisão, defendendo a censura.
Ao lado da organização Tradição, Família e Propriedade, foi um dos primeiros grupos católicos tradicionalistas e conservadores a conseguir maior visibilidade nacional no século XX.

## História
O grupo ganhou este nome por morar e se reunir sempre na Rua Paderewsky, uma luxuosa rua privativa no alto do bairro de Santana, na Zona Norte de São Paulo. Lutavam contra o que consideravam imoral, despudorado e péssimo exemplo para os jovens na programação da televisão brasileira.
A princípio, elas se dedicavam apenas à caridade e a reuniões para reflexão sobre o Evangelho. Pouco tempo depois, passaram a organizar vigílias de oração e até protestos nas portas das estações de televisão.
|                                                                                   |  |  |
| Marta Suplicy (sexóloga na época) e novelas da TV Globo, arqui-inimigos do grupo. |  |  |

Um dos seus atos mais lembrados foi acampar na porta dos estúdios da Rede Globo, exigindo que fosse tirado do ar o quadro da então sexóloga Marta Suplicy no programa TV Mulher, no qual ela falava abertamente sobre sexo. Não obtiveram, porém, sucesso.
Em 1980, chegaram a recolher 100 mil assinaturas em um manifesto contra a pornografia. Financiadas pelos maridos, foram a Brasília entregar pessoalmente o documento ao então Ministro da Justiça, Ibrahim Abi-Ackel.
A atenção que o ministro dispensou ao grupo gerou reação em editoriais de alguns jornais preocupados com um possível enrijecimento da censura no momento em que ocorria a abertura política. Uma das organizadoras do movimento, Ercília César Silveira, disse em entrevista no ano 2000 que o ministro as convidou para participar da censura e da discussão dos critérios para revistas e TV, porém disse que houve, também, demagogia.
| “ | A televisão retrata, estimula uma dissolução dos valores; não só o sexo sem critério mas também a corrupção e a violência são apresentados como coisas naturais. | ” |

O grupo logo ganhou má fama e virou alvo de chacotas. Eram constantemente chamadas de "carolas" e "mal-amadas", entre vários outros adjetivos pejorativos, e a expressão "Senhora de Santana" virou, na época, sinônimo de pessoa chata e inconveniente. Além disso, Silveira era filha de um general, em uma época em que o país ainda estava sob o comando da ditadura militar, o que ajudou a piorar ainda mais a fama do grupo. Mesmo assim, o grupo resistiu por algum tempo, ganhando apoio de outras mulheres da sociedade, até se desfazer ainda na década de 1980 devido a ameaças de morte anônimas recebidas.

## Atualidade
| “ | Estamos velhas demais para isso, mas é lamentável que a sociedade esteja tão indiferente e que hoje só o Ministério Público se preocupe com a imoralidade da televisão, que só piorou nesses 20 anos. | ” |

"Em Santana, tradição religiosa, culto à família e aversão a taxas definem escolha", matéria do jornal Valor Econômico do mês de outubro de 2008

As remanescentes ainda vivas hoje se recusam a falar e dar entrevistas sobre o assunto, alegando ter mágoas da mídia. No ano de 2008, o jornal Valor Econômico considerou Santana como o reduto paulistano do moralismo, alegando que a religiosidade (da Igreja Católica) possui certa relevância no bairro e retratando também as "novas senhoras de Santana".
No mesmo ano, houve eleições municipais e Marta Suplicy, a "inimiga" das senhoras, obteve um péssimo apoio da zona eleitoral de Santana, com uma queda de 53% em relação às eleições anteriores. O Valor Econômico fez uma matéria desfavorável às senhoras e aos católicos conservadores do bairro. O candidato favorito do bairro foi Gilberto Kassab, que teve o apoio de 82,38% do eleitorado santanense.
Durante a polarização Bolsonarismo x Lulismo os prédios do bairro exibiam bandeiras do Brasil penduradas nas portarias dos edifícios: o presidente Jair Bolsonaro teve em Santana a sua segunda vitória mais expressiva na capital em 2018: 75,47% dos votos na zona eleitoral da região (perdendo apenas para Indianópolis, com 76,15%). A devoção a Bolsonaro. Na edição de 12 fevereiro 2021 a revista Veja São Paulo nomeou os moradores do bairro como "Santaners" (baseado nos frequentadores da região da Faria Lima - Faria Limers) com a capa: "A paixão pelos botecos, os comércios centenários e os moradores conservadores do centro da Zona Norte."
Na eleição para segundo turno para presidente da República, Bolsonaro recebeu da região a quarta maior votação das Zonas Eleitorais da cidade com 48,73% dos votos, sendo superado pelas ZE's da Zona Leste: Vila Formosa (Jardim Anália Franco) com 49,32%, Tatuapé com 48,98% e Mooca com 48,84%.
Na Eleição municipal de São Paulo em 2024 no primeiro turno a população do bairro votou majoritariamente na direita (Pablo Marçal - 30,82) % e (Ricardo Nunes - 30,53 %) contra 23,86 % de Guilherme Boulos do PSOL.
No século XXI a expressão "Senhoras de Santana" foi novamente utilizada para descrever grupos como: Movimento Brasil Livre  e o conservadorismo de alguns grupos sociais .